# Johann Georg al II-lea, Prinț de Anhalt-Dessau
Johann Georg al II-lea, Prinț de Anhalt-Dessau (17 noiembrie 1627 – 7 august 1693) a fost prinț german din Casa de Ascania și conducător al principatului de Anhalt-Dessau din 1660 până în 1693.
Membru al Societății Fruitbearing el a servit de asemenea ca mareșal al Brandenburg-Prusia.

## Biografie
Johann Georg s-a născut la 17 noiembrie 1627 la Dessau; a fost al doilea fiu (dar singurul supraviețuitor) al Prințului Johann Casimir de Anhalt-Dessau și a primei lui soții, Agnes de Hesse-Kassel, fiica lui Maurice, Landgraf de Hesse-Kassel.
La Groningen, la 9 septembrie 1659, Johann Georg s-a căsătorit cu Henriette Katharina, fiica lui Frederic Henric, Prinț de Orania. Căsătoria a fost una fericită și chiar s-a spus că a fost o căsătorie din dragoste. Cuplul a avut zece copii.
După decesul tatălui său la 15 iulie 1660, Johann Georg a preluat guvernarea asupra Anhalt-Dessau. De asemenea, a moștenit pretenția familiei asupra Aschersleben, care era controlată de Brandenburg-Prusia din 1648.